# Voissay
Voissay ist eine französische Gemeinde mit 172 Einwohnern (Stand: 1. Januar 2022) im Département Charente-Maritime in der Region Nouvelle-Aquitaine (vor 2016: Poitou-Charentes); sie gehört zum Arrondissement Saint-Jean-d’Angély und zum Kanton Saint-Jean-d’Angély. Die Einwohner werden Voissayens und Voissayennes genannt.

## Geographie
Voissay liegt etwa 55 Kilometer ostsüdöstlich von La Rochelle in der Saintonge. Umgeben wird Voissay von den Nachbargemeinden Torxé im Norden und Nordwesten, La Vergne im Nordosten, Ternant im Osten, Bignay im Süden sowie Les Nouillers im Westen und Südwesten.

## Bevölkerungsentwicklung
| Jahr                      | 1962 | 1968 | 1975 | 1982 | 1990 | 1999 | 2006 | 2013 | 2020 |
| Einwohner                 | 141  | 130  | 119  | 123  | 98   | 106  | 146  | 175  | 168  |
| Quelle: Cassini und INSEE |      |      |      |      |      |      |      |      |      |

## Sehenswürdigkeiten

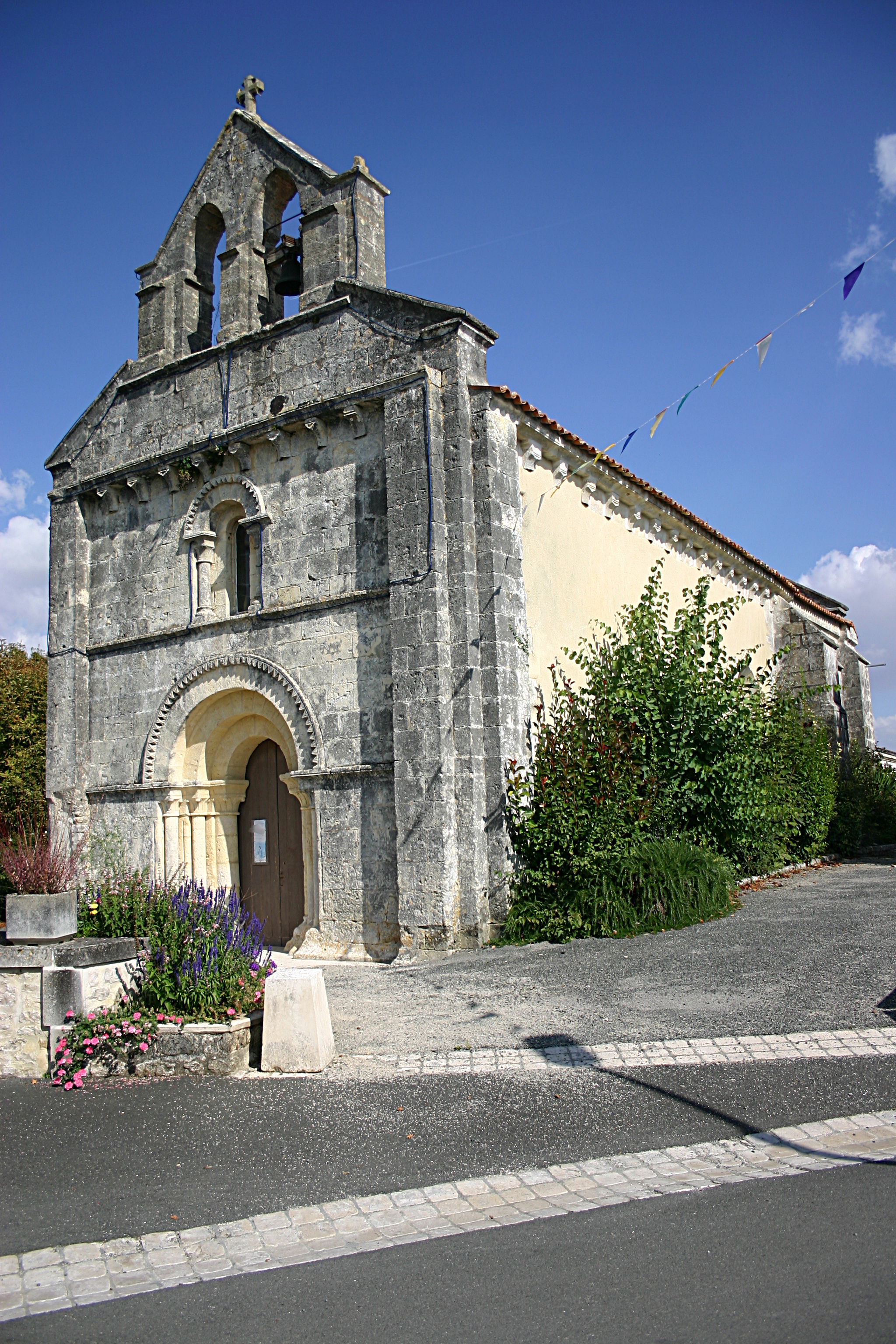
Kirche Saint-Ausone

- Kirche Saint-Ausone